# Спринг-Хилл (Флорида)
Спринг-Хилл (англ. Spring Hill) — статистически обособленная местность, расположенная в округе Эрнандо (штат Флорида, США) с населением в 92 144 человека по статистическим данным переписи 2007 года.

## География
По данным Бюро переписи населения США статистически обособленная местность Спринг-Хилл имеет общую площадь в 141,93 квадратных километров, из которых 137,53 кв. километров занимает земля и 4,4 кв. километров — вода. Площадь водных ресурсов округа составляет 3,1 % от всей его площади.
Статистически обособленная местность Спринг-Хилл расположена на высоте 31 м над уровнем моря.

## Демография
| Год переписи        | Нас.  |  | %±     |
| ------------------- | ----- |  | ------ |
| 1980                | 6468  |  | —      |
| 1990                | 31117 |  | 381,1% |
| 2000                | 69078 |  | 122%   |
| 1980–2000 Источник: |       |  |        |

По данным переписи населения 2007 года в Спринг-Хилл проживало 92 144 человека, 21 035 семей, насчитывалось 28 274 домашних хозяйств и 30 658 жилых домов. Средняя плотность населения составляла около 649,22 человека на один квадратный километр. Расовый состав населённого пункта распределился следующим образом: 88,4 % белых, 3,00 % — чёрных или афроамериканцев, 0,6 % — коренных американцев, 1,8 % — других народностей. Испаноговорящие составили  от всех жителей статистически обособленной местности.
Из 28274 домашних хозяйств в 23,8 % воспитывали детей в возрасте до 18 лет, 62,2 % представляли собой совместно проживающие супружеские пары, в 9,0 % семей женщины проживали без мужей, 25,6 % не имели семей. 21,1 % от общего числа семей на момент переписи жили самостоятельно, при этом 13,7 % составили одинокие пожилые люди в возрасте 65 лет и старше. Средний размер домашнего хозяйства составил 2,39 человек, а средний размер семьи — 2,74 человек.
Население статистически обособленной местности по возрастному диапазону по данным переписи 2000 года распределилось следующим образом: 19,5 % — жители младше 18 лет, 5,8 % — между 18 и 24 годами, 21,2 % — от 25 до 44 лет, 24,2 % — от 45 до 64 лет и 29,4 % — в возрасте 65 лет и старше. Средний возраст жителей составил 48 лет. На каждые 100 женщин в Спринг-Хилл приходилось 89,5 мужчин, при этом на каждые сто женщин 18 лет и старше приходилось 86,7 мужчин также старше 18 лет.